# Museu Valencià de la Il·lustració i de la Modernitat
El Museu Valencià de la Il·lustració i de la Modernitat, també conegut com a MuVIM, és un museu i centre d'exposicions temporals de la ciutat de València.
El centre es presenta com un museu de les idees, i la seua estructura no correspon a un model museístic tradicional on s'exposa una col·lecció d'objectes. El museu té una exposició referencial, L'aventura del pensament, articulada al voltant d'una sèrie de projeccions, ambientacions i escenografia que expliquen l'articulació de la cultura moderna a Occident, i més especialment, la il·lustració. El MuVIM és membre del Consell Internacional de Museus (ICOM)

## Història

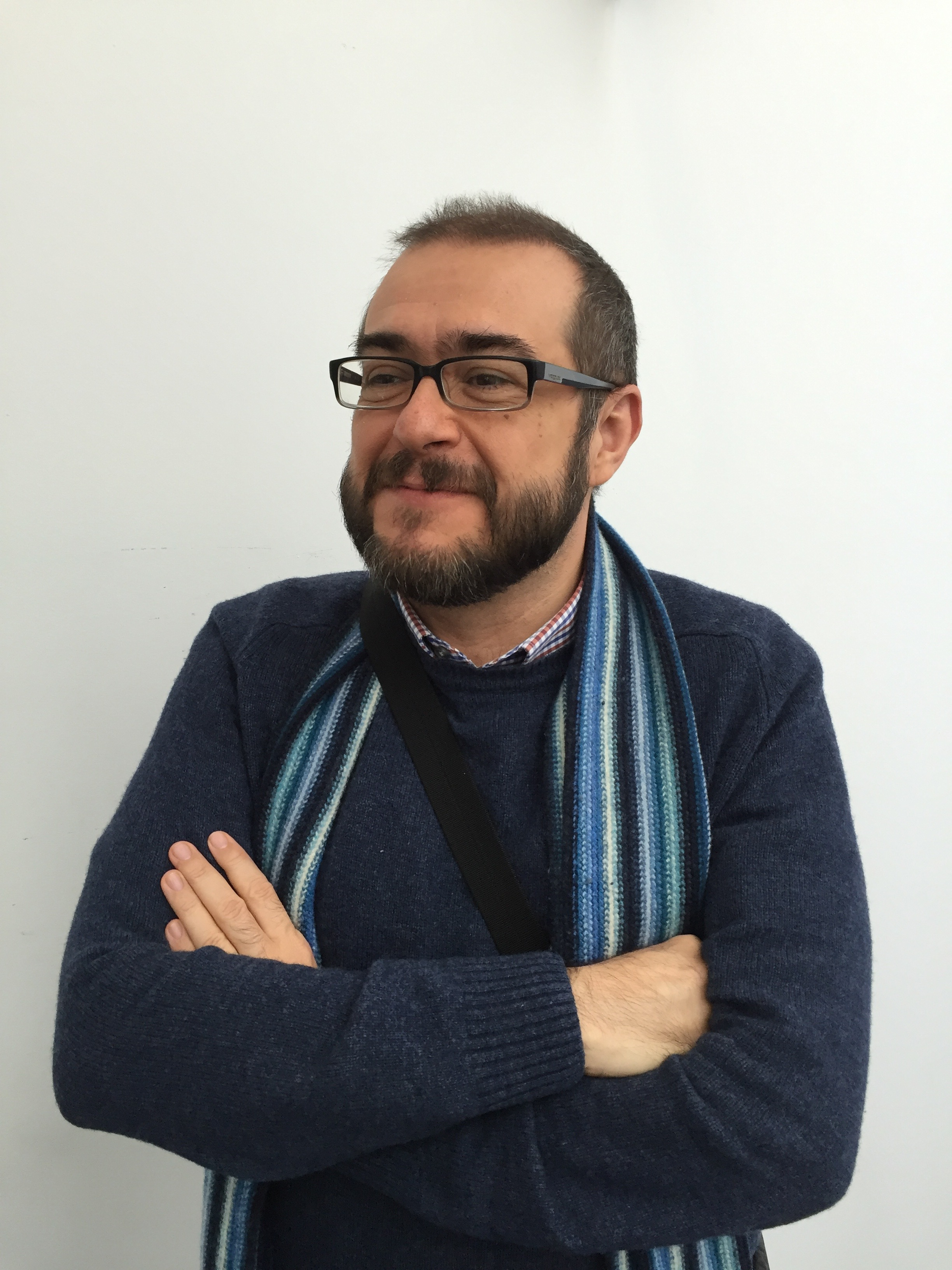
Rafael Company, director del museu.

El projecte del MuVIM s'inicià el 27 de desembre de 1995 de la mà de l'exconseller de cultura Manuel Tarancón, amb el nom de Museu de la Il·lustració Valenciana (MuIV). El projecte, que canviaria el nom pel de Museu Valencià de la Il·lustració (MuVI), se centraria en la il·lustració en general, i no només a terres valencianes i seria impulsat per Marc Borràs i Rafael Company, que fou director des de la inauguració el 2001 fins a 2004. El nom original era MuVI (Museu Valencià de la Il·lustració) i es preveia la inauguració de cara al tercer centenari de Gregori Maians. El MuVI tindria L'aventura del pensament com a exposició permanent, dissenyada per Borràs, Company i Boris Micka. La iniciativa naixia a instàncies del president de la Diputació de València, el bibliòfil Manuel Tarancón. El museu naixia en un context en què des del Partit Popular de la Comunitat Valenciana es volia impulsar una política cultural alternativa a la del Partit Socialista del País Valencià.
L'objectiu del museu en la seua creació, i sobretot de cara a l'exposició permanent, era la d'afavorir un discurs accessible a tota mena de públic, fins i tot utilitzant mecanismes considerats heterodoxos en la museística. Esta concepció va fer que el museu rebera fortes crítiques, també des de dins de la Diputació de València, sobretot a partir del moment en què Manuel Tarancón deixa de presidir l'ens. El museu, ja com a MuVIM, seria inaugurat oficialment el 2 de juliol del 2001. En els seus inicis, el museu no va tindre pràcticament cap exposició complementària a la permanent, a excepció de l'exhibició de la maqueta del pare Tosca, una exposició dedicada a Gregori Maians i una temporal provinent del CCCB.
Des dels inicis fins a 2003, la gestió de les exposicions temporals va ser gestionada per l'IVAM.
El projecte del MuVIM ha estat objecte de diverses redefinicions que han portat a una indefinició de l'espai i que hi haja ciutadans que no sàpiguen quina funció té el museu. El MuVIM ha arribat a tindre 3 noms diferents (i un quart que no arribà a concretar-se), a més de cinc directors diferents des de la seua fundació fins a 2015.
Entre juliol de 2003 i l'estiu de 2004 es va iniciar una etapa de transició que culminà amb l'assumpció de la direcció per part del catedràtic d'estètica Román de la Calle. Durant aquest període es va aprofitar la polisèmia de la paraula il·lustració per a realitzar exposicions temporals dedicades a la il·lustració gràfica, i hi hagué una ampla frontera pel que fa a les temàtiques tractades. Tanmateix, també es va voler centrar l'activitat del museu cap a la investigació, organitzant més de quaranta congressos i conferències en sis anys. També s'intentà que cada exposició anara acompanyada d'un espai per a la reflexió. El director va definir-ho amb la frase cap exposició sense reflexió. Esta etapa va rebre millors crítiques des dels mitjans de comunicació progressistes que entre els conservadors.
L'etapa de Román de la Calle finalitza de forma brusca després d'una operació de censura pel Partit Popular, motiu pel qual va dimitir. Va ser reemplaçat per Javier Varela, alcalde de Torrebaixa pel PP i professor de Ciències Polítiques a la UNED. Tot i l'afinitat política, Varela va denunciar ingerències polítiques per part de la Diputació de València, i el desembre de 2011 va ser reemplaçat per Joan Gregori. En aquesta nova etapa, s'amplia la temàtica de les exposicions temporals, definint-se com un Museu de la Societat. Durant uns mesos de 2015, la direcció del museu va estar en mans de Francisco Molina. Des de finals de 2015 el director és novament Rafael Company.

## L'edifici
El museu s'ubica en el barri de Sant Francesc, sobre el mateix solar on es trobava l'Hospital dels Pobres Innocents de València, del qual només queda la part central (hui Biblioteca Pública de València), mentre les restes arqueològiques del complex hospitalari s'escampen pels jardins que es troben davant mateix del MuVIM. És obra de l'arquitecte sevillà Guillermo Vázquez Consuegra. Constitueix un dels millors exemples d'arquitectura contemporània funcionalista de la ciutat. El 2001, va rebre el Premi CEOE d'Arquitectura, atorgat per la Confederació Espanyola d'Organitzacions Empresarials (CEOE).

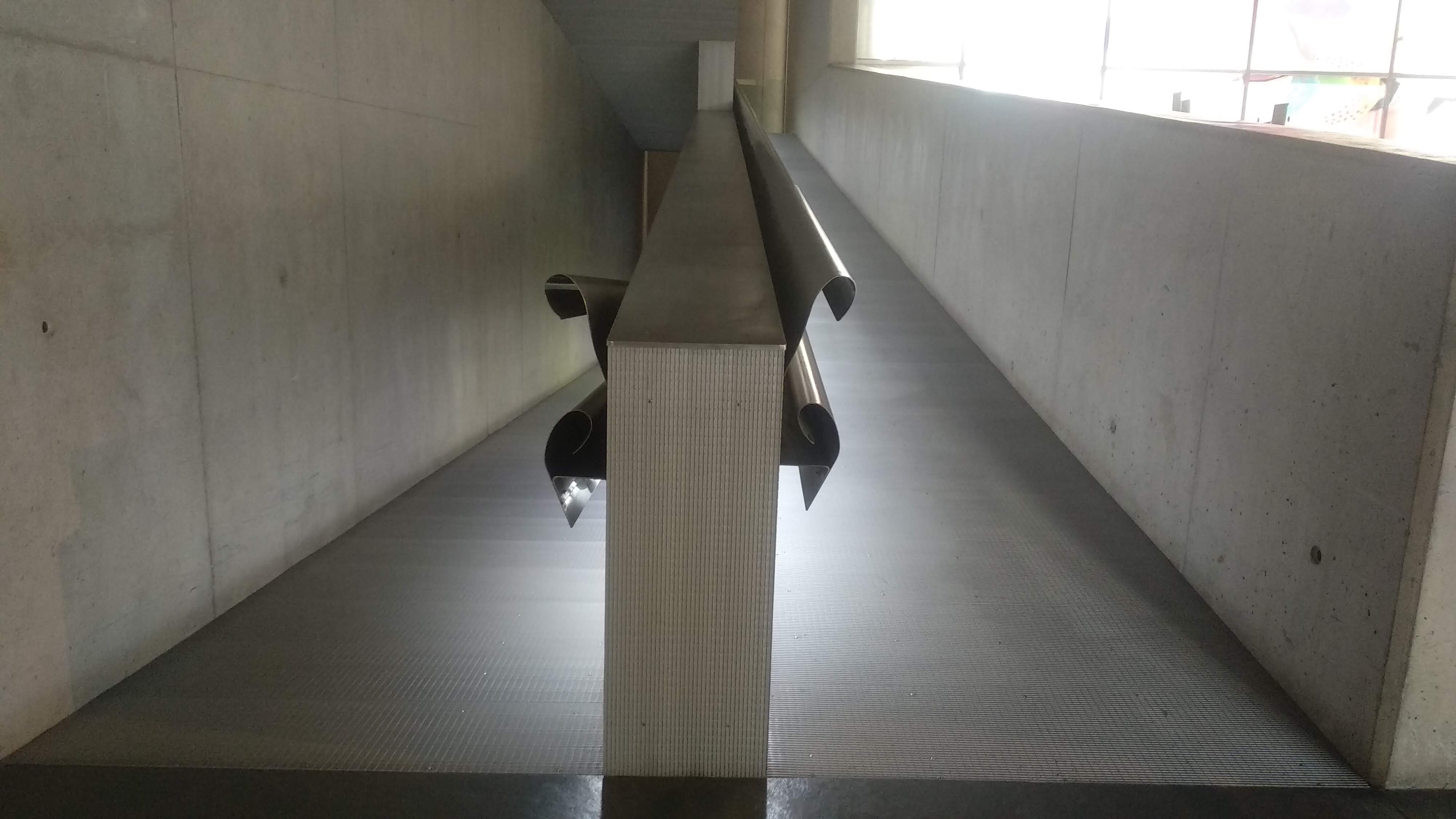
Detall de barana interior

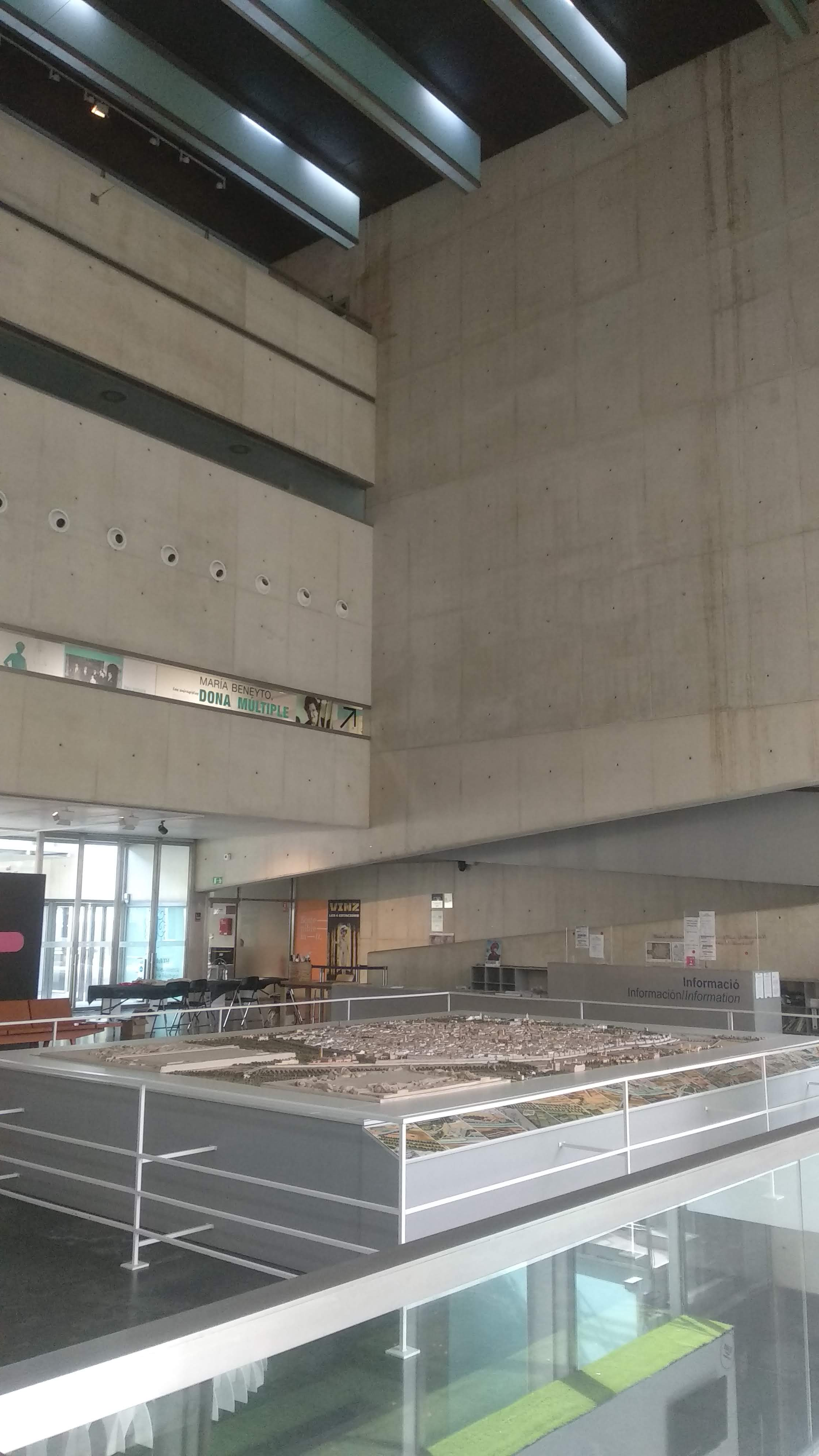
Vestíbul del MuVIM

L'edifici, fet de formigó, fa una llargada de 75 metres i obtingué el Premi Dragados 2001. Consta de tres grans àrees: els espais expositius destinats a la mostra permanent l'Aventura del Pensament; l'àrea d'exposicions temporals i la sala d'actes; i la zona interna on se situen la biblioteca, el centre d'estudis i l'administració. Les tres àrees conflueixen en l'espai més representatiu i de major capacitat del museu: el vestíbul, al qual s'accedeix des de la façana principal i des de la lateral. El desembre 2012 va inaugurar-se el jardí d'1,7 hectàrea, un dels espais verds més importants de la ciutat, segons un projecte del mateix arquitecte que va dissenyar l'edifici, un projecte ja anunciat el 2000 que va paralitzar-se als arcans de l'ajuntament i de la diputació valencians.

## Exposicions
L'aventura del Pensament
L'exposició l'Aventura del Pensament, sobre un espai de més de 2.000 m², ofereix al visitant un recorregut a través de la història acompanyat per guies caracteritzats com a monjo medieval, dama il·lustrada i científic contemporani. Davant del visitant desfilen els esdeveniments i els personatges que han construït el pensament i la societat moderna, tot això narrat amb un llenguatge audiovisual i elements arquitectònics que recreen, entre d'altres, els ambients monacals del segle xv o els burgesos del xviii. La visita s'estructura en quinze sales que condueixen els visitants a través de la història des de l'edat mitjana fins als nostres dies, passant per la Il·lustració i la Revolució Científica i Industrial. L'exposició es pot visitar en recorreguts guiats d'una hora disponibles en valencià, castellà, anglés i francés.
Com a contrapunt a la línia museística poc tradicional emprada en l'exposició permanent, el museu va adquirir una edició completa, amb els annexos, de l'Encyclopédie original. Originàriament, estaven localitzats, com a objecte d'exhibició, a l'última sala de l'Aventura del Pensament. Posteriorment, l'obra va passar a ser custodiada per la Biblioteca del centre.
L'exposició va ser molt renovadora a nivell museogràfic en el moment de la seua inauguració, encara que el fet que tecnologies audiovisuals siguen la base sobre la qual se sustenta, fa que l'obsolescència digital l’afecte especialment. Per això durant 2016 va estar tancada al públic mentre s'actualitzava la tecnologia. Entre 2001 i 2014 va ser visitada per mig milió de persones.
Exposicions temporals:

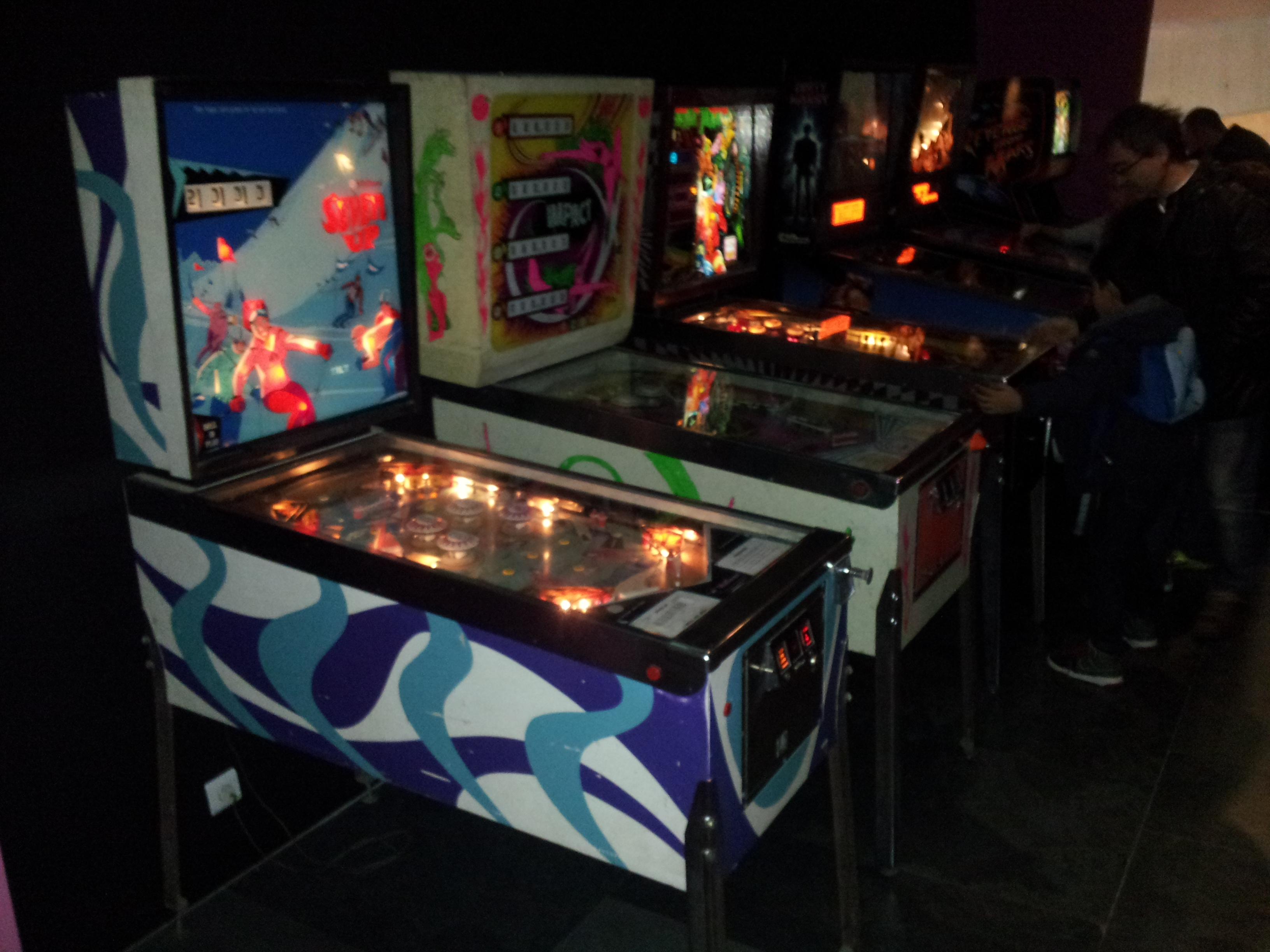
Exposició temporal Del Tilt al Byte, dedicada a les màquines recreatives (2015). Activitats com esta, més lúdiques que no educatives, han estat definides com populisme museogràfic.

El museu ha coordinat exposicions sobre "La Casa de Borbó: Ciència i Tècnica en l'Espanya Il·lustrada", sobre dibuixants com Max i Paco Roca; una proposta de plastilina: "*Stop Motion: don't Stop"; grans muntatges que agrupen tres exposicions sota una mateixa temàtica com "Les altres fronteres"; s'ha exposat el patrimoni de la Diputació de València; diverses apostes per la tipografia; i d'altres sobre fotografia i cinema. En 2016, amb el retorn del primer director, Rafael Company, el museu aposta per l'art programant cicles sobre la Modernitat Republicana a València, amb obres de Josep Renau, Artur Ballester i Vicent Canet.

## Controvèrsies
El 2010, el director Román de la Calle va dimitir pel conflicte sorgit a partir de l'exposició Fragments organitzada al MuVIM per la Unió de Periodistes Valencians després que la Diputació exigira la retirada de fotos sobre el cas Gürtel entre d'altres. El president de la Diputació, Alfons Rus, va invocar la llibertat d'opinió per tal de justificar la retirada de les fotos desestimades. La Unió va decidir traure l'exposició completa i cercar un altre local. La Federació d'Associacions de Periodistes d'Espanya (FAPE) va descriure l'actuació com a «actes de censura més propis d'èpoques passades ja superades» que casen malament en un museu dedicat a la il·lustració i la modernitat. De la Calle va retreure al Partit Popular la seua prepotència i intransigència. Comentà l'incident així: «En un any van atorgar-nos set premis, mancava el huité, el de la llibertat d'expressió». Centenars de persones van manifestar el seu suport a de la Calle i exigir la dimissió del diputat Alfonso Rus. L'associació de directors de museus va criticar greument la censura, que considera com una intromissió inacceptable per polítics.

## Biblioteca
La Biblioteca i Centre de Documentació del MuVIM és una biblioteca especialitzada en Il·lustració i Modernitat situada al carrer Guillem de Castro de València, i inaugurada el 20 d'octubre de 2004.
Quan en 2004 s'inaugura la biblioteca del Museu Valencià de la Il·lustració i la Modernitat, el seu fons bibliogràfic el formava la unió de tres col·leccions, una adquirida per a formar el nucli fundacional de la biblioteca del MuVIM i les altres fruit del trasllat de la Biblioteca General de la Diputació al MuVIM. Uns mesos més tard s'incorporava la de l'antiga Institució Valenciana d'Estudis i Investigació, IVEI. Els seus continguts són: 

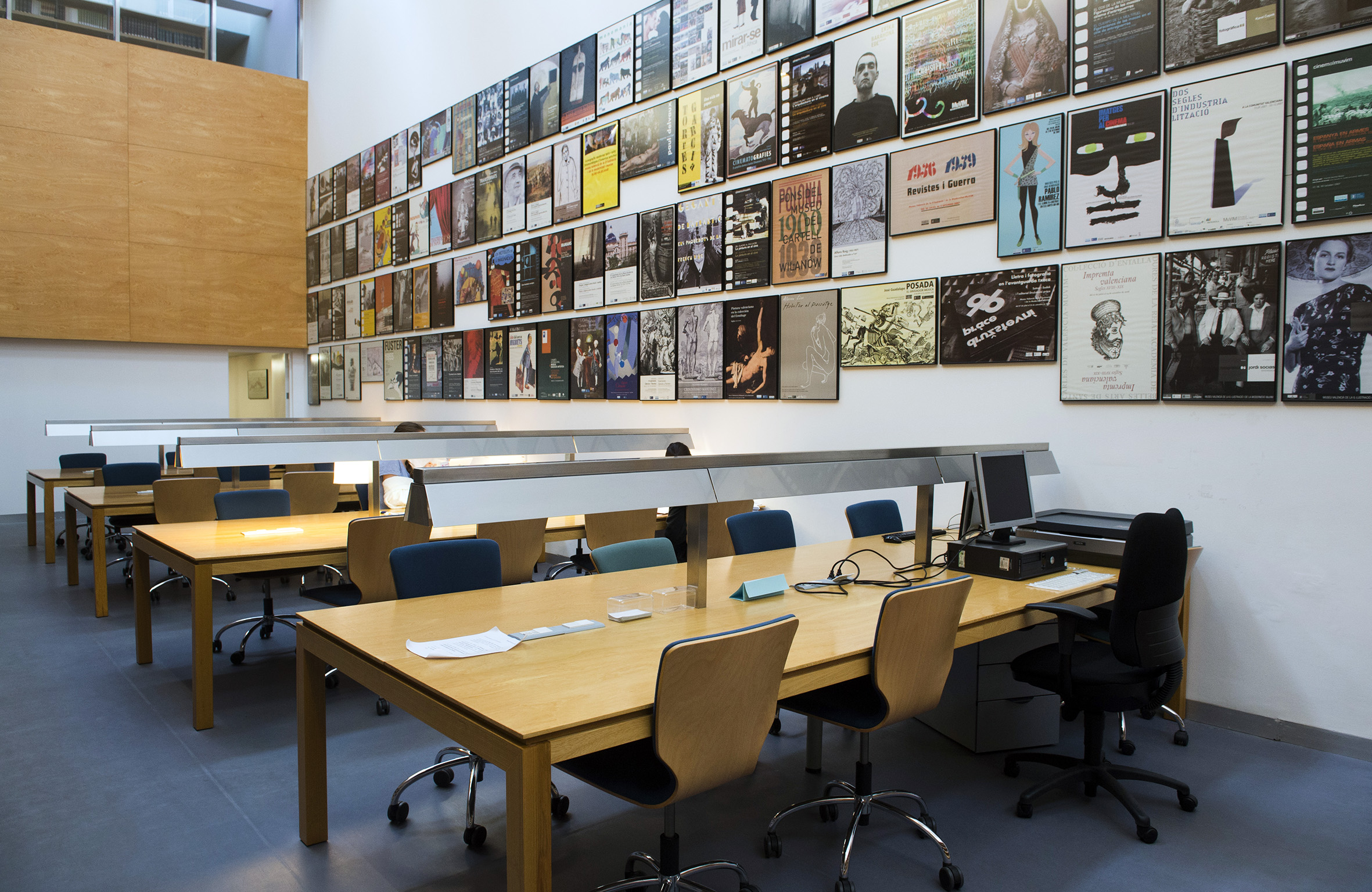
Biblioteca MuVIM

- Fons fundacional:[38] constituït per les obres del pensament il·lustrat en edicions històriques, obres del cicle revolucionari, Revolució Francesa, Napoleó i expansió francesa a Europa, obres de pensadors liberals i reaccionaris de la primera meitat del segle xix, etc.
- La Biblioteca General de la Diputació:[38] formada per les publicacions editades per la Corporació provincial i la Institució Alfons el Magnànim; a més de totes aquelles obres que ha anat adquirint al llarg dels anys. Compta amb una interessant col·lecció d'obres de temàtica valenciana: història, societat i cultura de la primera meitat del segle xx; un important fons antic format per obres impreses en els segles xvi al xix i gravats solts de vistes dels pobles de la província del segle xix. Completa aquest fons una interessant col·lecció cartogràfica dels segles xvii al xx.
- La Col·lecció Alfons Roig:[38] formada per la biblioteca privada del pare Alfons Roig Izquierdo (1903-1987) que va ser donada a la Diputació de València en 1985. El seu fons és molt variat: filosofia, litúrgia i teologia, literatura, assaig, però sobretot art: manuals, catàlegs d'exposicions, etc.
- La Biblioteca de la Institució Valenciana d'Estudis i Investigació (IVEI).[38] Col·lecció incorporada al març de 2005. Es tracta de la biblioteca depenent d'aquesta institució d'investigació pionera valenciana que es va formar en els anys vuitanta. Reuneix obres de pensament polític-social i cultural que van destacar en l'àmbit internacional durant els anys que va funcionar la IVEI (1981-1997). Compta amb una interessant hemeroteca.

La biblioteca del MuVIM serveix de suport bibliogràfic i documental a MuVIM, col·laborant amb les seues activitats (exposicions, congressos, publicacions, etc.). D'ací la seua especialitat en continguts claus de la Il·lustració (pensament il·lustrat), història valenciana, així com en fotografia i disseny gràfic, objecte de les exposicions temporals (cartells, fotografies, llibres il·lustrats, tipografia, gravats, etc.). Entre les seues adquisicions s'inclou una col·lecció de llibres, editats durant els anys de la Segona República, per a formar part de l'exposició Modernitat Tipogràfica. De la mateixa manera que es va adquirir una col·lecció de llibres, editats per l'editorial Prometeo, per a formar part de l'exposició sobre Blasco Ibáñez, realitzada l'any 2011.
- La Biblioteca Lambert. A la fi de 2014 es va adquirir l'anomenada "Biblioteca Lambert". Es tracta de la col·lecció bibliogràfica d'André-Louis Lambert-Perret (1851-1929), arquitecte suís a més d'historiador de l'art i il·lustrador, que es va instal·lar a Xàbia el 1920 i hi va morir el 1929. Inclou, a més, la del seu fill André Lambert Jordà (1884-1967), natural de Stuttgart (Alemanya), qui també es va consagrar a les Belles Arts i en particular al gravat aplicat a l'edició de llibres. La seua vida va transcórrer entre París i Xàbia, però va ser en aquesta última ciutat on va establir la seua llar i d'on procedeix la biblioteca. La donació d'aquesta biblioteca ha estat oferida per la filla i neta dels protagonistes, Miracle Boutan-Lambert.

## Plànol del Pare Tosca

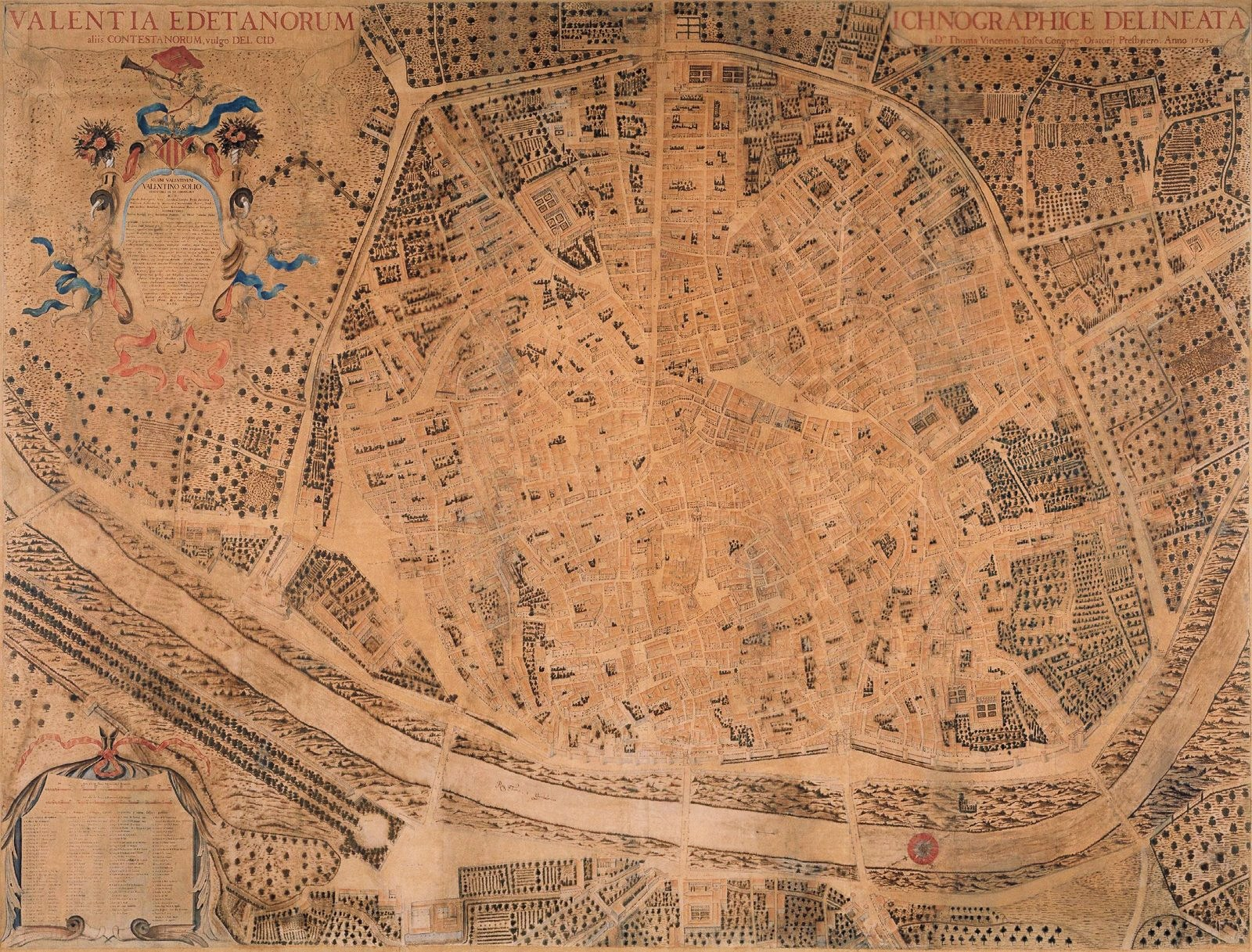
El Plànol.

El 27 de març de 2003, museu va inaugurar una maqueta que recreava el plànol del Pare Tosca i que mostrava com era la capital valenciana al segle xviii (el Segle de les Llums o de la Il·lustració) i es podia comprovar l'aparença d'una ciutat europea de l'Antic Règim. Tots els edificis de la maqueta (incloent-hi 450 illes de cases) estan tallades i pintades a mà per mestres artesans.
La maqueta estava construïda a escala 1:500 i ocupa una extensió de 24 metres quadrats. A més, incorpora també quatre pantalles d'ordinador, fibra òptica per a la il·luminació dels edificis més destacats de la ciutat. En 2016, la maqueta va tornar a exhibir-se al públic, i va haver de ser restaurada després d'haver passat una dècada a un magatzem. En els primers sis mesos va rebre 51.000 visitants.
El plànol del pare Tosca (1704) va ser considerat, durant anys, el primer de la ciutat fins que es va descobrir el de Mancelli, realitzat cent anys abans.

## La Torre Medieval

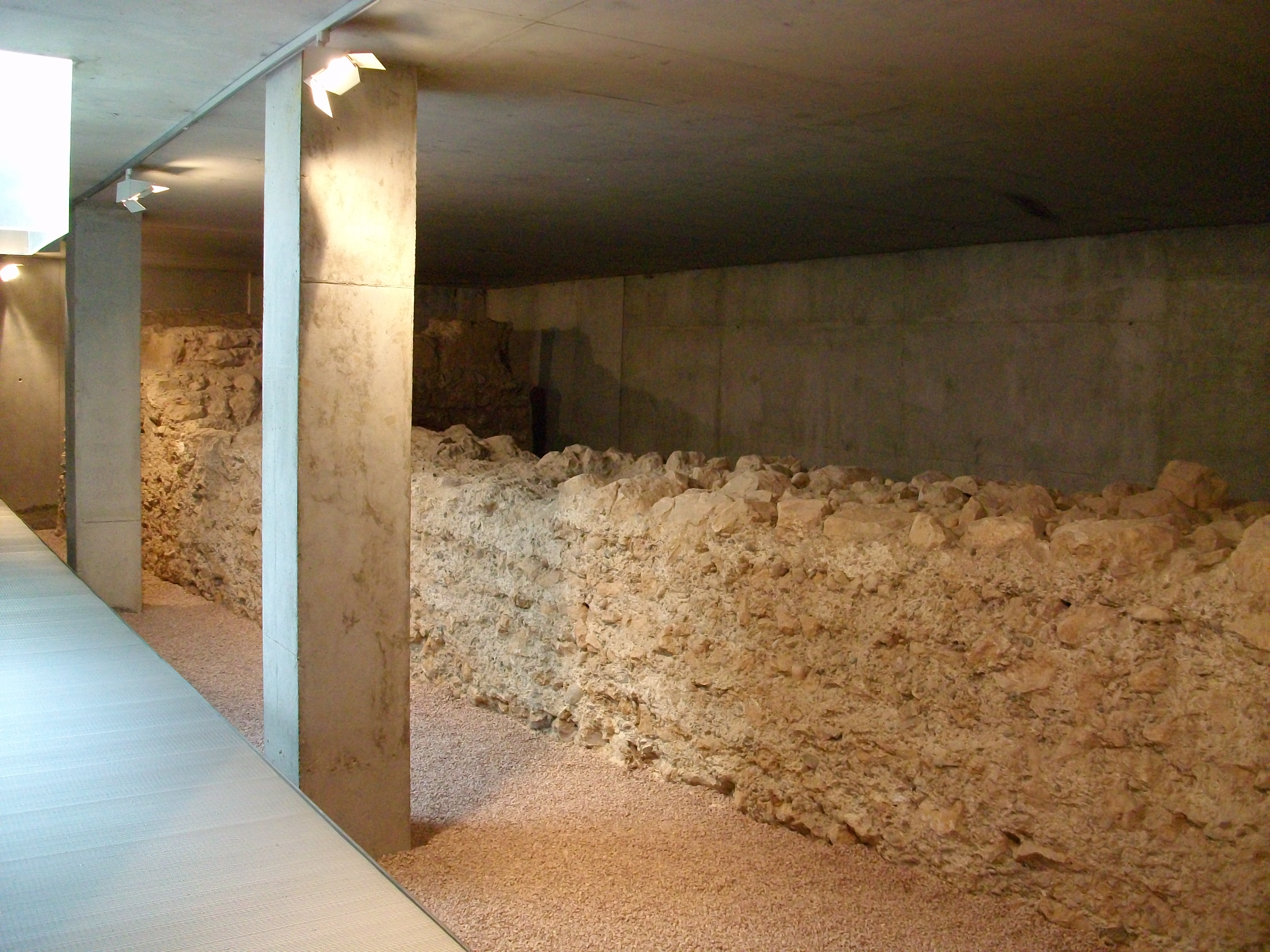
Sala de la Torre Medieval.

La Torre Medieval del MuVIM va quedar integrada en l'edifici del museu inaugurat l'any 2001 i, dins del conjunt de l'antic hospital, va ser declarada bé d’interés cultural l'any 2007.
El lloc on està situat el MuVIM quedava allunyat del nucli urbà de València, i això tant durant el període de la colònia romana de Valentia (138 aC-713), com després, en l'època islàmica (714-1238) de Madîna Balànsiya. En qualsevol cas, sempre va ser un espai freqüentat, com bé sabem per les troballes de les intervencions arqueològiques dels anys 1997 i 1998 prèvies a l'edificació del museu.
Aquesta situació aïllada va canviar després de la conquesta de Jaume I el 1238, amb el repartiment i la transformació cristiana del nucli urbà i l'àrea periurbana. Al costal de l'antiga Via Augusta, actual carrer de Sant Vicent, la construcció de la Torre del MuVIM va començar-se quan la ciutat ja s'havia conquistat i abans d'erigir-se la muralla medieval cristiana (1356-1370).
L'arribada a la península del sultà mariní Abü-l-Hasan’Alï el 1339, va impulsar al Consell de València a ordenar que es reparara l'antiga muralla musulmana i que es construïren torres, portals i fossats al voltant dels suburbis i ravals de la ciutat per a preparar-se davant un possible intent de recuperar la ciutat islàmica.
La fonamentació conservada d'aquesta Torre remet a la tradició constructiva romana, que es va mantenir vigent durant l'edat mitjana en alguns llocs d'Europa i, principalment, als territoris sota domini romà d'Orient. La Torre conserva part de dos murs menors i un parament de 22 metres de costat, amb uns murs de tres fulls executats amb dos fronts d'aparell isòdom -d'igual grandària, regular i disposada en fileres de la mateixa altura- procedent de pedreres emplaçades a una distància no inferior als 12-15 km, amb un rebliment de morter. Es va confeccionar amb calç aèria i àrids de riu de granulometria acurada abocats per tongades successives, la qual cosa remet a la tradició cristiana. Per l'envergadura, la qualitat i la complexitat de l'edificació, la tasca d'alçar aquesta torre va implicar la participació de mà d'obra especialitzada procedent de diferents oficis i amb funcions molt diferenciades (calciners, picapedrers...).
L'excavació arqueològica va permetre constatar que les restes es van cobrir per a construir habitatges en la segona meitat del segle XIV, i la documentació medieval conservada evidencia que hi ha una mancança total de dades quant a nomenar aquesta Torre, ni tan sols com a referent topogràfic, per la qual cosa sembla que l'obra es va quedar interrompuda i mai no es va concloure.

## Publicacions
- La revista Quaderns del MuVIM
- Rafael Company, Marc Jesús Borràs Barberà, El Museu Valencià de la Il·lustració, València, Diputació de València, 1998, 53 pàgines